# Рудник Маунт-Віндарра
Рудник Маунт-Віндарра – колишній гірничодобувний майданчик на заході Австралії.
Нікелеве родовище Маунт-Віндарра виявили у 1969 році та ввели в розробку вже у 1974-му. Власниками проекту на паритетних засадах первісно були компанії Poseidon Ltd та Western Mining Corporation (WMC). У 1977-му Poseidon Ltd продала свою частку Shell Company of Australia, а у 1983 році WMC викупила її та стала одноосібним власником копальні.
Розробка велась підземним способом за допомогою транспортного ухилу, який станом на 1987 рік досягнув глибини у 560 метрів. На початку 1980-х також спорудили шахтний стовбур для підйому руди. Руду спрямовували на збагачувальну фабрику Маунт-Віндарра. 
В 1978-му на тлі падіння цін на нікель копальню зупинили, проте продовжували будівництво ухилу. В 1981-му рудник знову почав видобуток руди та вів його до 1990-го, коли був закритий через вичерпання запасів. Всього накопичений видобуток досягнув 5,3 млн тонн руди з середнім вмістом нікелю 1,5%.